# 吉田眞奈
吉田 眞奈（よしだ まな、2001年2月1日 - ）は、日本の女子バレーボール選手である。

## 来歴
島根県松江市出身。
誠英高等学校、千里金蘭大学を経て、2022/23シーズン、V.LEAGUE DIVISION1 WOMEN（V1女子）に所属するヴィクトリーナ姫路の内定選手となった。内定選手としてV1女子の試合に出場し、Vリーグデビューを果たした。
2023年、大学卒業後に、ヴィクトリーナ姫路に入団した。2023-24シーズンより、姫路での背番号が26から20に変更となった。

## 所属チーム
- 誠英高等学校（2016-2019年）
- 千里金蘭大学（2019-2023年）
- ヴィクトリーナ姫路（2023年-）